# Evolve (мініальбом)
Evolve — другий мініальбом американського дезкор-гурту Chelsea Grin, випущений 19 червня 2012 року лейблом Artery Recordings. Це перший реліз гурту з гітаристом Джейсоном Річардсоном, коли той покинув Born of Osiris.

## Стиль
З моменту приходу в гурт Джейсона Річардсона, музика колективу набула прогресивного звучання, в порівнянні з попередніми альбомами

## Список композицій
| #     | Назва                   | Тривалість |
| ----- | ----------------------- | ---------- |
| 1.    | «The Second Coming»     | 4:40       |
| 2.    | «Lilith»                | 4:00       |
| 3.    | «S.H.O.T.»              | 3:23       |
| 4.    | «Confession»            | 3:29       |
| 5.    | «Don't Ask, Don't Tell» | 5:21       |
| 20:53 |                         |            |

| Бонус трек | Бонус трек                    | Бонус трек |
| #          | Назва                         | Тривалість |
| ---------- | ----------------------------- | ---------- |
| 6.         | «The Human Condition (Remix)» | 4:05       |
| 24:58      |                               |            |

## Учасники запису
Chelsea Grin
- Andrew Carlston — Барабани
- David Flinn — Барабани
- Jacob Harmond — Електрогітара
- Dan Jones — Електрогітара
- Alex Koehler — Вокал
- Jason Richardson — Головна гітара

Продакшн
- Продюсер, Звукорежисер — Eyal Levi
- Міксування — Jason Suecof із Audio Hammer Studios

## Чарти
| Чарти                             | Найвища позиція |
| --------------------------------- | --------------- |
| U.S. Billboard 200                | 64              |
| U.S. Billboard Rock Albums        | 27              |
| U.S. Billboard Independent Albums | 13              |
| U.S. Billboard Hard Rock Albums   | 4               |